# Ingeborg ter Laak
Ingeborg ter Laak' (nascida a 18 de Fevereiro de 1973) é uma política holandesa do Apelo Democrata-Cristão (CDA).
Laak concorreu ao Parlamento Europeu em Junho de 2024 como segunda candidata do CDA. O partido garantiu três assentos e Laak foi eleita.

## Comissões do Parlamento Europeu
- Comissão do Meio Ambiente, Saúde Pública e Segurança Alimentar[2]
- Delegação à Assembleia Parlamentar Paritária OEACP–UE[2]
- Delegação à Assembleia Parlamentar África-UE[2]
- Comissão de Relações Externas (suplente)[2]
- Subcomissão de Saúde Pública (suplente)[2]
- Delegação para as relações com os Estados Unidos (suplente)[2]